# Jacobus Henricus van 't Hoff
Jacobus Henricus van 't Hoff, nizozemski kemik, * 30. avgust 1852, Rotterdam, Nizozemska, † 1. marec 1911, Berlin-Steglitz, Nemčija.
Leta 1901 je prejel prvo Nobelovo nagrado za kemijo za odkritje zakonov kemične dinamike in osmotskega tlaka v raztopinah.

## Življenje
Van 't Hoff se je že v zgodnji mladosti zanimal za znanost. Od leta 1869 je študiral na politehničnem inštitutu v Delftu tehniko, od leta 1871 matematiko na Univerzi v Leidnu, od leta 1872 kemijo pri Friedrichu Kekuléju v Bonnu in od 1873 nadaljeval študij kemije pri Charlesu Wurtzu v Parizu. Doktoriral je na Univerzi v Utrehtu, kjer je leta 1874 postal asistent na veterini. Leta 1877 se je začel ukvarjati s kemijo na Univerzi v Amsterdamu, kjer je postal leta 1878 profesor. Od leta 1869 do smrti je delal na Univerzi v Berlinu.

## Dosežki
Že pred podelitvijo doktorskega naziva je objavil prvo od pomebnih del o organski kemiji. Razložil je fenomen optične aktivnosti s predpostavko, da so povezave med atomom ogljika in njegovimi štirimi sosedi urejene tako, da je ogljikov atom v sredini, sosedi pa v vogalih tetraedra. Štiri povezave morajo biti različne. Take povezave omogočajo, da nastopa molekula kot dva enantiomera, torej v dveh zrcalnih oblikah. Enako idejo za razjasnitev optične aktivnosti je neodvisno od njega dobil tudi francoski kemik Joseph LeBel.